# Thürings voetbalkampioenschap 1919/20
In 1919/20 werd het vierde Thürings voetbalkampioenschap gespeeld, dat georganiseerd werd door de Midden-Duitse voetbalbond. De bond herstructureerde de competitie dit seizoen. De vele competities werden samen gevoegd tot grotere Kreisliga's, waarbij de grotere competities vaak bleven voortbestaan zoals voorheen en de kleinere competities verder gingen als tweede klasse onder de Kreisliga. In Thüringen hadden de competities deze oefening al een jaar eerder gemaakt dus voor hen veranderde er niet veel. Er speelden vier clubs uit Noord-Thüringen in de competitie en één club uit Oost-Thüringen en Wartburg. Uit West-, Zuid-Thüringen en Kyffhäuser speelden geen teams in de hoogste klasse. 
SC Erfurt 1895 werd kampioen en plaatste zich voor de Midden-Duitse eindronde. Deze werd voor het eerst in groepsfase gespeeld. De club werd derde op zes clubs. 

## Kreisliga
| Plaats | Club               | Wed. | W | G | V | Saldo | Ptn.  |
| ------ | ------------------ | ---- | - | - | - | ----- | ----- |
| 1.     | SC Erfurt 1895     | 10   | 7 | 0 | 3 | 27:10 | 14:06 |
| 2.     | 1. Jenaer SV 1903  | 10   | 6 | 1 | 3 | 31:21 | 13:07 |
| 3.     | VfB 1904 Erfurt    | 10   | 6 | 0 | 4 | 28:16 | 12:08 |
| 4.     | SpVgg 02 Erfurt    | 10   | 6 | 0 | 4 | 19:21 | 12:08 |
| 5.     | FC Borussia Erfurt | 10   | 2 | 1 | 7 | 12:34 | 05:15 |
| 6.     | SV 1901 Gotha      | 10   | 2 | 0 | 8 | 11:26 | 04:16 |

|  | Kampioen, geplaatst voor Midden-Duitse eindronde |

## 1. Kreisklasse

### Nordthüringen
| Plaats | Club                  | Wed. | W | G | V | Saldo | Ptn.  |
| ------ | --------------------- | ---- | - | - | - | ----- | ----- |
| 1.     | SV 1899 Mühlhausen    | 6    |   |   |   | 16:05 | 10:02 |
| 2.     | Germania 1907 Ilmenau | 6    |   |   |   | 16:06 | 10:02 |
| 3.     | MTV Erfurt            | 5    |   |   |   | 07:07 | 06:04 |
| 4.     | SV Ilmenau            | 6    |   |   |   | 08:12 | 03:09 |
| 5.     | FC Saxonia Erfurt     | 4    |   |   |   | 05:11 | 01:07 |
| 6.     | Wacker 07 Gotha       | 3    |   |   |   | 02:13 | 00:06 |

|  | Promotie |

### Südtüringen
| Plaats | Club                    | Wed. | W | G | V | Saldo | Ptn.  |
| ------ | ----------------------- | ---- | - | - | - | ----- | ----- |
| 1.     | VfB 1907 Coburg         | 6    |   |   |   | 21:11 | 09:03 |
| 2.     | FC Viktoria 1909 Coburg | 4    |   |   |   | 11:05 | 06:02 |
| 3.     | BC 1906 Hildburghausen  | 6    |   |   |   | 20:15 | 05:07 |
| 4.     | SC 1903 Eisfeld         | 4    |   |   |   | 02:23 | 00:08 |

### Ostthüringen

#### Groep A
| Plaats | Club                   | Wed. | W | G | V | Saldo | Ptn.  |
| ------ | ---------------------- | ---- | - | - | - | ----- | ----- |
| 1.     | BC 1903 Vimaria Weimar | 10   |   |   |   | 26:14 | 14:06 |
| 2.     | VfB 1911 Jena          | 10   |   |   |   | 24:20 | 12:08 |
| 3.     | SC 1903 Weimar         | 10   |   |   |   | 13:16 | 11:09 |
| 4.     | VfB Apolda             | 10   |   |   |   | 17:13 | 10:10 |
| 5.     | SC Apolda              | 10   |   |   |   | 23:25 | 09:11 |
| 6.     | 1. SV Jena II          | 10   |   |   |   | 13:28 | 04:16 |

|  | Finale               |
|  | Play-off voor finale |

#### Groep B
| Plaats | Club                   | Wed. | W | G | V | Saldo | Ptn.  |
| ------ | ---------------------- | ---- | - | - | - | ----- | ----- |
| 1.     | FV Saalfeld            | 12   |   |   |   | 28:18 | 16:08 |
| 2.     | VfR Gera               | 12   |   |   |   | 23:21 | 16:08 |
| 3.     | FC Wacker 1910 Gera    | 12   |   |   |   | 20:20 | 13:11 |
| 4.     | FC Concordia 1910 Gera | 11   |   |   |   | 23:20 | 11:11 |
| 5.     | ATG Gera               | 12   |   |   |   | 15:14 | 10:14 |
| 6.     | SpVgg Jena             | 11   |   |   |   | 11:15 | 08:14 |
| 7.     | VfB Pößneck            | 12   |   |   |   | 15:27 | 08:16 |

|  |             |       |          |  |
|  | FV Saalfeld | 1 – 2 | VfR Gera |  |
|  |             |       |          |  |

#### Finale
Heen
|  |          |       |                        |  |
|  | VfR Gera | 1 – 1 | BC 1903 Vimaria Weimar |  |
|  |          |       |                        |  |

Terug
|  |                        |       |          |  |
|  | BC 1903 Vimaria Weimar | 2 – 1 | VfR Gera |  |
|  |                        |       |          |  |

Vimaria Weimar promoveerde.

### Westthüringen
| Plaats | Club               | Wed. | W | G | V | Saldo | Ptn.  |
| ------ | ------------------ | ---- | - | - | - | ----- | ----- |
| 1.     | SC 1912 Zella      | 6    |   |   |   | 17:07 | 10:02 |
| 2.     | FC 05 Zella        | 8    |   |   |   | 19:18 | 10:06 |
| 3.     | TV 09 Mehlis       | 6    |   |   |   | 15:17 | 05:07 |
| 4.     | Germania 06 Mehlis | 6    |   |   |   | 09:14 | 05:07 |
| 5.     | Sportfreunde Suhl  | 6    |   |   |   | 15:16 | 04:08 |
| 6.     | SC Meiningen 04    | 6    |   |   |   | 15:18 | 04:08 |

|  | Promotie |